# Даниел Пърл
Даниел Пърл (на английски: Daniel Pearl) е американски журналист, отвлечен и убит в Карачи, Пакистан.

## Биография
Роден в Ню Джърси, прекарва детските си години в Енцино, Калифорния. Баща му, Жюдеа Пърл, е професор в Калифорнийския университет, Лос Анжелис. Даниел следва комуникация в Станфордския университет през 1985. Работи за различни вестници; през 1990 започва да работи за „Уолстрийт Джърнъл“, където работи до смъртта си. През 1996 става кореспондент в чужбина и главен редактор на отдела за Южна Азия в Мумбай, Индия, когато е отвлечен. Известен е най-вече за статиите си в рубрика „Любопитно“.
Заминава за Пакистан, за да направи журналистическо разследване за Ричард Рей, който е арестуван и осъден за опита да взриви самолет със скрита в обувките бомба.
На 23 януари 2002 г. Пърл е трябвало да направи интервю с Мубарак Али Шах Джилани, но е отвлечен от Националното движение за възстановяване на суверенитета на Пакистан, воюваща групировка, ръководена от джихаджиста Омар Шейх. Групата, която е във връзка с Ал-Кайда и ISI, твърди, че Пърл е шпионин. Принуден е с писмо по електронната поща да представи на САЩ няколко искания, между които освобождаването на няколко пакистанци (задържани по обвинения в тероризъм) и възстановяването на продажбата на F-16 за правителството на Пакистан.
В писмото пише:
| „ | We give u 1 more day if America will not meet our demands we will kill Daniel. Then this cycle will continue and no American journalist could enter Pakistan. (Имате още един ден и ако Америка не изпълни нашите изисквания, ще убием Даниел. После този цикъл ще продължи и нито един американски журналист няма да може да влезе в Пакистан.) | “ |

Към писмото са прикрепени снимки на Пърл, който държи вестник и е заплашен с пистолет.
Не е последвал никакъв отговор на писмото от издателя на Пърл, нито от жена му Мариан, бременна тогава с първото им дете. Шест дни по-късно Пърл е удушен, като преди това е бил принуден да казва: „Баща ми е евреин, майка ми е еврейка, аз съм евреин“. После тялото му е разчленено. На 21 февруари в интернет е разпространено видео, озаглавено The Slaughter of the Spy-Journalist, the Jew Daniel Pearl („Екзекуцията на журналиста шпионин, евреина Даниел Пърл“).
Тялото му е намерено на 16 май край град Карачи.
По-късно Омар Шейх сам се предава на полицията и признава за отвличането на американския журналист. Обжалва смъртната си присъда.

## Книги и филми за него
- В памет на журналиста, платил с живота си демократичните си разбирания, но и за да обясни растящата вълна на фанатичен ислям в Пакистан, френският философ Бернар-Анри Леви тръгва по стъпките на Даниел Пърл, за да разследва това убийство. На 29 април 2003 публикува оспорвания роман, който смесва жанровете журналистическо разследване и роман, Qui a tué Daniel Pearl? („Кой уби Даниел Пърл“). Книгата е екранизирана под заглавие „Кой уби Даниел Пърл?“ (режисьор Тод Уилямс и Джош Лукас в главната роля на Даниел Пърл).
- През ноември 2003 Мариан Пърл публикува A Mighty Heart: the brave life and death of my husband Danny Pearl („Непобедено сърце: смелите живот и смърт на моя съпруг Даниел Пърл“). И тази книга е екранизирана под заглавие „Непобедено сърце“, с режисьор Майкъл Уинтърботъм, продуцент Брад Пит и Анджелина Джоли в ролята на Мариан Пърл.